# Bittorrent (programvara)
BitTorrent är en fildelningsklient som utvecklas av företaget BitTorrent, Inc.. Programmet är likt µTorrent som även det utvecklas av BitTorrent, Inc..
BitTorrent skiljer sig lite från andra fildelningsprogram genom att det inte erbjuder något sätt att söka efter eller hitta de filer användaren vill ha. I stället koncentrerar sig programmet på uppgiften att överföra filer så snabbt som möjligt till så många som möjligt genom att låta användarna ladda upp små bitar till varandra. En mängd av användare intresserade av samma fil kallas för en svärm. BitTorrent kan med fördel liknas vid en webbserver eftersom en .torrent-fil pekar ut en server och via den utpekade servern får man information om filen och eventuella samtidiga nedladdare. På senare tid har protokollet utökats så att det är möjligt att fortsätta dela ut filer som inte har någon aktiv tracker (BitTorrent-server). Klienter frågar då varandra efter filen som identifieras genom ett matematiskt fingeravtryck (hashvärde).